# Les Dés magiques
Pour plus de détails, voir Fiche technique et Distribution.
Les Dés magiques est un film français muet réalisé par Segundo de Chomón en 1908. Julienne Mathieu en est l'interprète principale.

## Synopsis
Sur une scène de spectacle, une magicienne fait apparaitre et disparaitre des dés de toutes les tailles. Ceux-ci sont animés d'une vie propre, se meuvent tout seuls, se transforment en personnages…

## Fiche technique
- Titre français : Les Dés magiques
- Titre anglais : Magic Dice
- Titre danois : Det forheksede Terningekast
- Réalisation : Segundo de Chomón
- Pays d'origine :  France
- Sociétés de production : Pathé Frères
- Longueur : 6 minutes 30 s (140 m)[1]
- Format : Noir et blanc, coloré au pochoir - 1,33:1 - Muet
- Dates de sortie :
  - France : 1908
  - Danemark : 20 mai 1908
  - États-Unis : 26 septembre 1908

## Distribution
- Julienne Mathieu, la magicienne
- des danseuses
- un acrobate
- des soldats de la garde nationale

## Analyse
L'actrice Julienne Mathieu est mise en scène comme la maitresse de cérémonie, contrairement aux artistes de son temps, Méliès et Blackton par exemple.